# Rectolejeunea berteroana
Rectolejeunea berteroana là một loài Rêu trong họ Lejeuneaceae. Loài này được (Gottsche ex Stephani) A. Evans miêu tả khoa học đầu tiên năm 1906.